# Pellorneum fuscocapillus
A Pellorneum fuscocapillus a madarak osztályának verébalakúak (Passeriformes) rendjébe és a Pellorneidae családjába tartozó faj.

## Rendszerezése
A fajt Edward Blyth holland zoológus írta le 1823-ban, a Drymocataphus nembe Drymocataphus fuscocapillus  néven.

## Alfajai
- Pellorneum fuscocapillus babaulti (Wells, 1919)
- Pellorneum fuscocapillus fuscocapillus (Blyth, 1849)[2]

## Előfordulása
Dél-Ázsiában, India és Srí Lanka területén honos. A természetes élőhelye a szubtrópusi vagy trópusi síkvidéki- és hegyi esőerdők, valamint cserjések. Állandó, nem vonuló faj.

## Megjelenése
Testhossza 16 centiméter, testtömege 30 gramm.

## Életmódja
Rovarokkal táplálkozik.